# Flood Streets
Pour plus de détails, voir Fiche technique et Distribution.
Flood Streets est un film dramatique américain réalisé par Joseph Meissner et sorti en 2011.

## Fiche technique
- Titre original : Flood Streets
- Réalisation : Joseph Meissner
- Scénario : Helen Krieger
- Photographie : Michael Og O'Donnell
- Montage : Robert Hebert
- Musique : Joshua David Johnston
- Costumes : David Schulz et Daniel Woods
- Décors : Chris Tray
- Producteur : Topher Jones et Helen Krieger
  - Producteur délégué : Michelle Benoit, Glen Pitre et Harry Shearer
  - Coproducteur : Joseph Meissner
- Sociétés de production : Hatchery Media
- Sociétés de distribution : Indie Rights et Vanguard Cinema
- Pays de production :  États-Unis
- Langue originale : anglais
- Format : couleur
- Genre : Drame
- Durée : 90 minutes
- Dates de sortie :
  - États-Unis :
    - 11 avril 2011 (Houston)
    - 27 novembre 2012

## Distribution
- Becky Stark : Madeline
- Joseph Meissner : Matt
- Harry Shearer : Dr Keeley
- Ava Knighten Santana : Brandy Castellano
- Rachel Dupard : Feliciana
- Melissa Hall : Liz
- Ursaline Bryant : Ruby
- Alma Maleckar : Dischordia
- Jacques Duffourcq : Lando
- David Jacobs : Jack
- Lance E. Nichols : Cedric